# Película de deportes

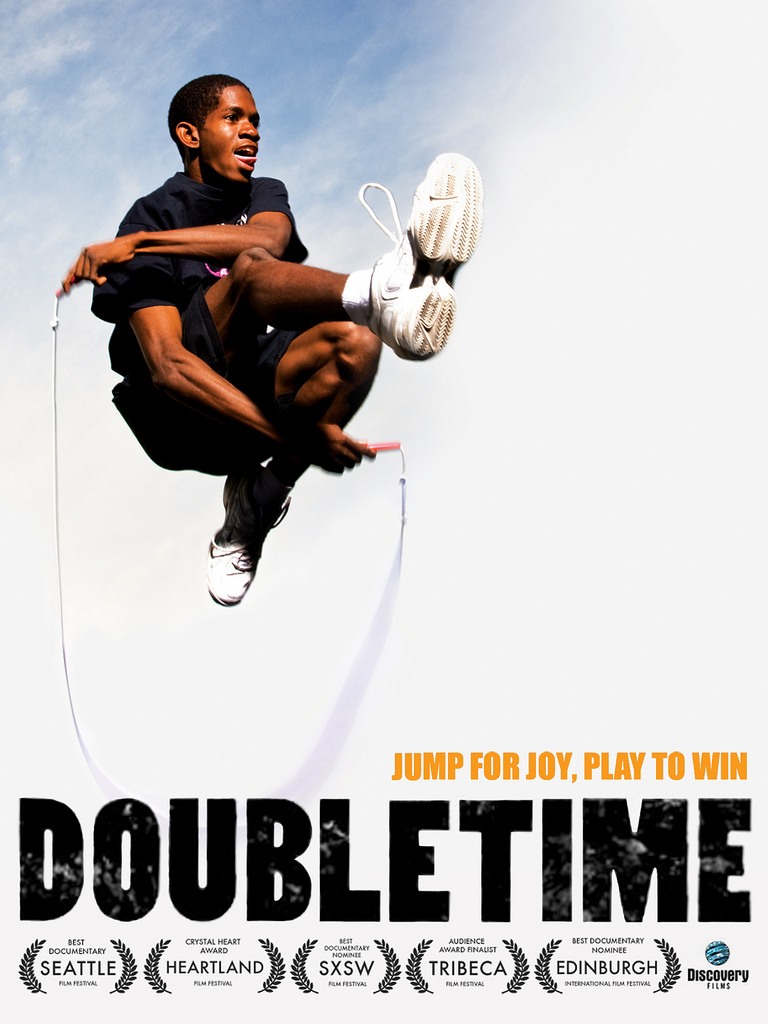
Portada la película Doubletime.

Una película de deportes (o sports movie en inglés) es un género cinematográfico que utiliza el deporte como tema de la película. Es una producción en la que un deporte, evento deportivo, atleta (y su deporte) o seguidor del deporte (y el deporte que siguen) tienen un lugar destacado, y que dependen en gran medida del deporte para la motivación o resolución de la trama. A pesar de esto, el deporte rara vez es, en última instancia, la preocupación central de tales películas y el deporte desempeña principalmente un papel alegórico. Además, los fanáticos de los deportes no son necesariamente el grupo demográfico objetivo en tales películas, pero los fanáticos de los deportes tienden a tener muchos seguidores o respeto por tales películas.
El guionista y académico Eric R. Williams identifica las películas deportivas como uno de los once "supergéneros" en la taxonomía de sus guionistas, afirmando que todos los largometrajes narrativos pueden clasificarse según estos supergéneros. Los otros diez géneros que define como "supergéneros" son acción, crimen, fantasía, terror, romance, ciencia ficción, recuentos de la vida, suspenso, bélico y wéstern.

## Subgéneros
Se pueden identificar varias subcategorías de películas deportivas, aunque las delimitaciones entre estos subgéneros, al igual que en la acción en vivo, son algo fluidas.
Los subgéneros deportivos más comunes representados en las películas son el drama deportivo y la comedia deportiva. Ambas categorías suelen emplear entornos de juegos, partidos, criaturas de juegos y otros elementos comúnmente asociados con historias biológicas.
Las películas deportivas tienden a presentar un mundo deportivo más desarrollado y también pueden estar más orientadas al jugador o temáticamente complejas. A menudo, cuentan con un héroe de origen aventurero y una clara distinción entre la derrota y la victoria enfrentadas en una lucha de tiempo de juego.

### Drama deportivo
En el género deportivo, los personajes practican deportes. Temáticamente, la historia es a menudo una de "Nuestro equipo" versus "Su equipo"; un equipo siempre intentará ganar, y otro equipo le mostrará al mundo que merece reconocimiento o redención, aunque la historia no siempre tiene que involucrar a un equipo. La historia también podría ser sobre un atleta individual o la historia podría centrarse en una persona que juega en un equipo. Ejemplos de este género/tipo incluyen:
- Body and Soul (1947)
- The Hustler (1961)
- Cholo (1972)
- Rocky (1976)
- Rocky II (1979)
- Rocky III (1982)
- Rocky IV (1985)
- Hoosiers (1986)
- Rocky V (1990)
- Remember the Titans (2000)
- Ali (2001)
- Driven (2001)
- Goal! (2005)
- Rocky Balboa (2006)
- Goal II: Living the Dream (2007)
- Never Back Down (2008)
- Goal! 3: Taking on the World (2009)
- Redline (2009)
- Moneyball (2011)
- Never Back Down 2: The Beatdown (2011)
- Real Steel (2011)
- As One (2012)
- Rush (2013)
- Creed (2015)
- Creed II (2018)
- Ford v Ferrari (2019)
- Olga (2021)
- King Richard (2021)
- La caída (2022)
- The First Slam Dunk (2022)
- Creed III (2023)
- The Iron Claw (2023)
- Gran Turismo (2023)
- Ferrari (2023)
- Arthur the King (2024)
- F1 (2025)

### Comedia deportiva
Las comedias deportivas combinan el género de la comedia con los deportes. La historia también podría ser sobre un atleta individual o la historia podría centrarse en una persona que juega en un equipo. El aspecto cómico de este supergénero a menudo proviene del humor físico, el humor de personajes o la yuxtaposición de malos atletas que triunfan contra viento y marea. Ejemplos de este género/tipo incluyen:
- Sube y baja (1959)
- The Bad News Bears (1976)
- Caddyshack (1980)
- Caddyshack II (1988)
- Happy Gilmore (1996)
- Space Jam (1996)
- The Longest Yard (2005)
- Talladega Nights: The Ballad of Ricky Bobby (2006)
- Nacho Libre (2006)
- Cars (2006)
- AAA la película: Sin límite en el tiempo (2010)
- Metegol (2013)
- I, Tonya (2017)
- Cars 3 (2017)
- Once machos (2017)
- Once machos 2 (2019)
- The Art of Racing in the Rain (2019)
- Space Jam: A New Legacy (2021)
- Garra (2022)
- Next Goal Wins (2023)
- Happy Gilmore 2 (2025)
- Grand Prix of Europe (2025)
- Goat (2026)